# Triển lãm hàng không Quốc tế Farnborough

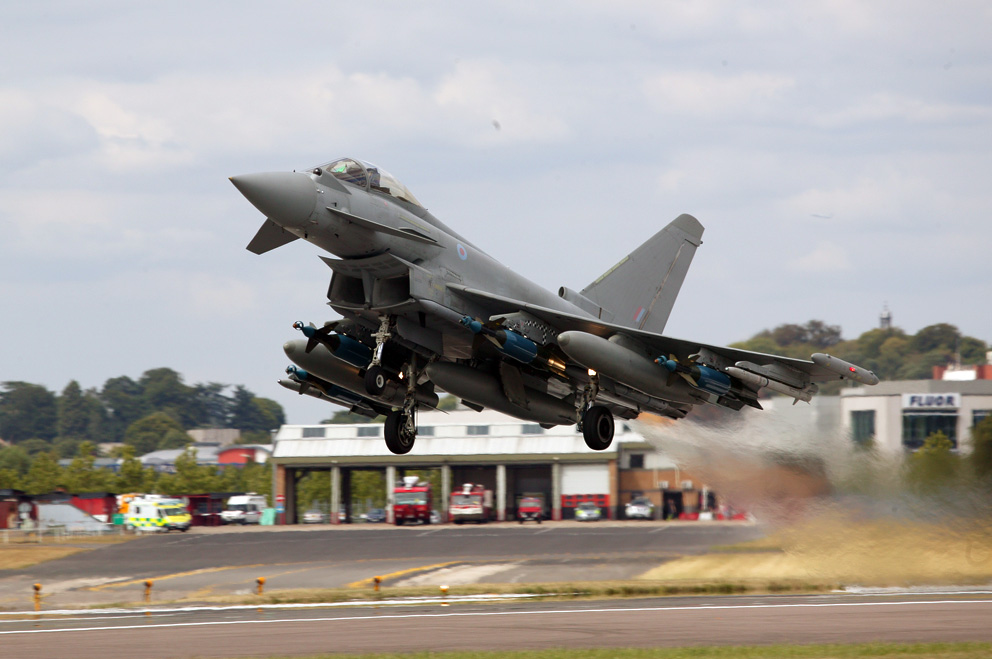
Eurofighter Typhoon của Không lực Hoàng gia Anh tại Triển lãm hàng không Quốc tế Farnborough năm 2010

Triển lãm hàng không Quốc tế Farnborough là một Triển lãm hàng không Quốc tế tổ chức 2 năm một lần tại Farnborough, Đông Bắc Hampshire, Anh quốc. Triển lãm hàng không quốc tế Farnborough, một trong những triển lãm sản phẩm và công nghệ hàng không vào loại lớn nhất thế giới, đã thu hút rất đông khách tham quan tới chiêm ngưỡng các máy bay mới và những màn trình diễn đẹp mắt.

## Năm 2012
Sự kiện năm 2012 diễn ra từ 9-15/7, thu hút khoảng 1.400 nhà triển lãm từ nhiều quốc gia trong các lĩnh vực hàng không vũ trụ, quốc phòng, vũ trụ và an ninh cùng khoảng 250.000 khách tham quan. Đội phi cơ Mũi tên đỏ nổi tiếng của Anh phối hợp với máy bay ném bom Vulcan biểu diễn mở màn triển lãm.
Ngày 09/7/2012, Nga đã ký hợp đồng bán 570 máy bay trong đó có 270 máy bay chiến đấu và 300 máy bay dân sự cho các nước khác nhau.
Ngày 11/7/2012, hãng sản xuất máy bay Nga MiG và tập đoàn Thales đã ký hợp đồng cung cấp 24 hệ thống chỉ thị mục tiêu và hiển thị trên mũ bay TopSight của Thales để trang bị cho các máy bay tiêm kích trên hạm MiG-29K và MiG-29KUB dự định đưa vào trang bị cho không quân hải quân Nga.